# Fedor Sapon
Fedor Sapon (tiếng Belarus: Фёдар Сапон; tiếng Nga: Фёдор Сапон; sinh 18 tháng 3 năm 1993) là một cầu thủ bóng đá Belarus. Tính đến năm 2016, anh thi đấu cho Torpedo Minsk.